# 通用電氣創世紀型柴電機車
通用電氣創世紀型柴電機車（英語：General Electric Genesis，簡稱GE Genesis，官方商標GENESIS），是通用電氣公司運輸分部生產的一類客運柴油機車。其家族主要有三個成員：P40DC，P32AC-DM和P42DC 。1992至2001年總共生產了321台，廣泛運用於北美大陸的各個客運鐵路系統。主要用戶有美國國鐵，大都會北方鐵路和加拿大的維亞鐵路。
相比前型F40PH型，該型機車其尺寸相對較小，能夠行駛於美國鐵路路網中很多低限界路線。引擎輸出為 4,250匹馬力（3,170千瓦特）（轉速為 1047 rpm），驅動客車集中供電發電機但無輸出電力時為 3,550匹馬力（2,650千瓦特）（轉速為 900 rpm）。不過當客車集中供電發電機以800千瓦全力輸出時，本型機車的牽引力僅有 2,525匹馬力（1,880千瓦特） 。
本型車最高時速為 110 mph（177 km/h），但在維亞鐵路路線最高時速限制為100 mph（161 km/h） 。起動時牽引力為280.25 kN（63,000 lbf） 。
P42DC柴電機車主要用於美鐵公司東北走廊以外路線的長途高速列車，以及加拿大維亞鐵路公司的魁北克－溫莎線；於該線運行時速最高為 160 km/h（99 mph） 。

## 設計

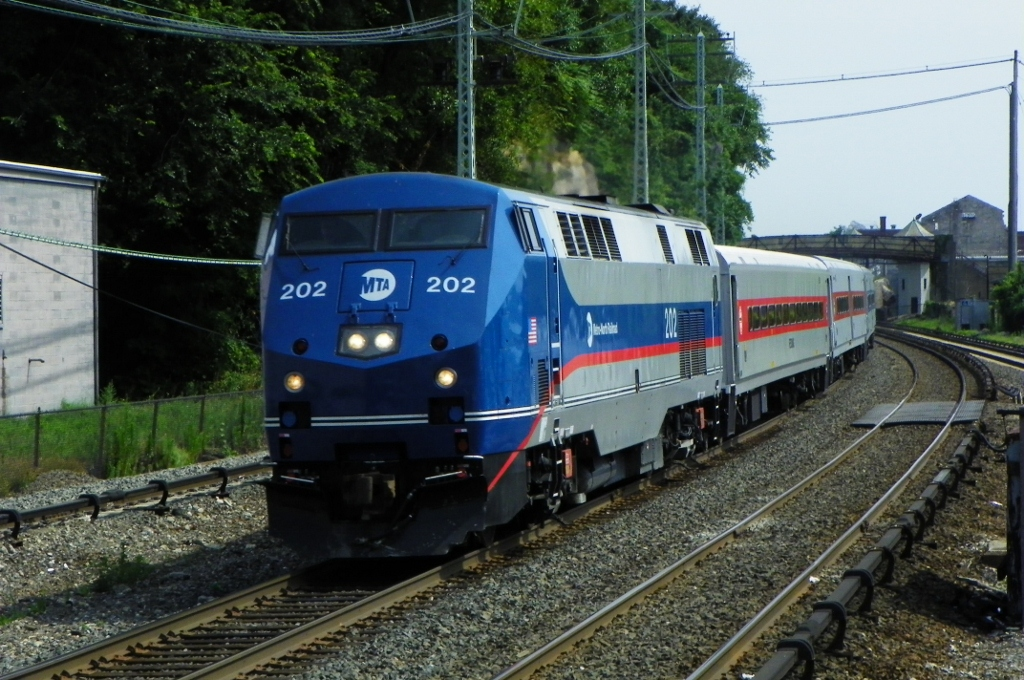
大都會北方鐵路所屬202號P32AC-DM機車駛入奧西寧車站 (2010年7月)

創世紀型柴電機車推出時，與美國鐵路主流柴油機車（外走廊設計）外型迥異，整體構造為硬殼車身，單端司機室，內走廊。外型由工業設計師Cesar Vergara設計，具有重量輕，空氣動力學特性好等優點，且使用了新一代的四衝程引擎，相對的上一代客運柴電機車 (F40PH, F59PH, P30CH, P32-BWH)燃油經濟較佳，相比EMD公司的F40PH的二衝程引擎可節省22%的燃油，同時功率還增加了25%。但是外型流線緊湊的特點也使得其維護相對複雜。
創世紀型裝備了現代化和自動化控制系統，以提高機車運行的可靠性。其傳感器和行車電腦可以自動偵測異常情況如引擎過熱，潤滑油或冷卻液不足，低潤滑油油壓，空氣進氣量不足等情況，並自動調整機車運行狀況繼續運行，避免機破的發生。創世紀型具備機供電插座，能向列車提供480V，60Hz三相交流電供列車使用。在發動機全速運轉時，單台機供電功率達800千瓦特（1,100匹馬力），足夠16節Superliner型雙層客車使用。P40DC和P42DC既有單獨的機車供電發電機，也可以切換至通過牽引發電機向機供插座供電。前者需要將轉速維持在900rpm，後者則常在停車或怠速下使用。當轉速為720rpm時，所有的牽引發動機產生的電能全部用於列車供電，在列車停車時使用。P32AC-DM沒有專門的怠速發電機，而是通過逆變器將直流電轉換成交流電供列車使用。從怠速（620rpm）到全速（1047rpm）之間都可以提供穩定的電力。

## 型號
本系列一共生產了三種型號：P40DC，P42DC，以及P32AC-DM。

### P40DC

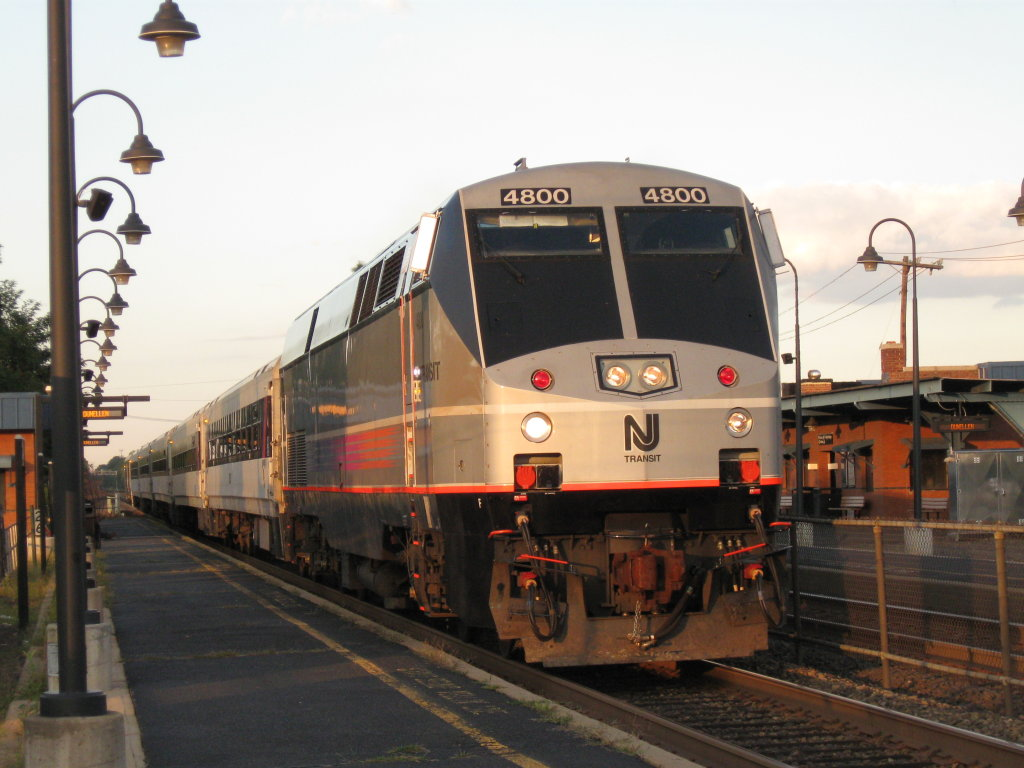
新澤西交通所屬4800號P40DC型機車 (2008年）。該車已於2015年售予康乃狄克州交通廳目前用於 海岸東線和哈特福德線客運使用。

P40DC為創世紀系列機車的第一型，工廠編號Dash 8-40BP或AMD-103，又稱為創世紀I型（Genesis I）。生產年份為1993-1996，總共生產了44台。柴油動力，交流-直流（AC-DC）電傳動機車。其原動機（柴油機）最大功率為4,000 hp（3,000 kW）（轉速為1047 rpm），當使用機供發電機時，轉速被限制在900rpm，此時最大輪上馬力為3,550 hp（2,650 kW），此時機供電功率為零。機車供電最大功率為800 kW（1,100 hp），此時輪上馬力為2,525 hp（1,883 kW）。P40DC的最大構造速度為103英里每小時（166每小時）。1996年被P42DC所取代。
P40DC和P32AC-DM雖然是單司機室機車，但在尾門附近設有一個小型操縱台可供單機倒車行駛時操作之用。然而使用該操縱台控制機車時，最大速度被限制在10 mph（16 km/h），並且也具有失能開關（Dead man's switch）以防止列車在無人看管情況下發生溜車。P40DC新出廠時，前風擋上部有兩個額外的頻閃燈，中央有一應急照明燈，後在升級是被移除，燈光配置和其他創世紀型相同。
在運用上，美鐵通常用P40DC和P42DC進行長交路運行。其效率相對於前代F40PH型有者顯著的提高。實踐表明兩台P40DC可以替換3台F40PH。隨著新的P42DC投入使用，早期生產的部分P40DC被美鐵淘汰。三台機車在事故中報廢（819號於1993年莫比爾火車出軌事故報廢，807和829號於1999年布爾博奈鐵路事故中報廢）。八台替換下的機車於2005年售予康乃狄克州交通廳，用於其經營的海岸東線通勤鐵路。四台經翻新後（更名為P40BH）於2007年售予紐澤西交通，供紐澤西通勤鐵路使用。這一批機車於2015年轉賣給康乃狄克州交通廳。剩餘29台P40DC除役後封存。2009年“美國復蘇與再投資法案”撥付一批資金給美國國鐵用於封存P40DC翻新和升級。有15台機車返回現役，並將塗裝升級為新式的美鐵第五期塗裝樣式（Phase V）。但822號仍保留舊式美鐵第三期塗裝樣式（Phase III）以做紀念。剩下的14台仍在繼續封存中。2018年2月，康乃狄克州交通廳車隊的12台二手P40DC開始在印第安納州比奇格魯夫車輛廠進行翻新升級。

#### 升級型P40DC

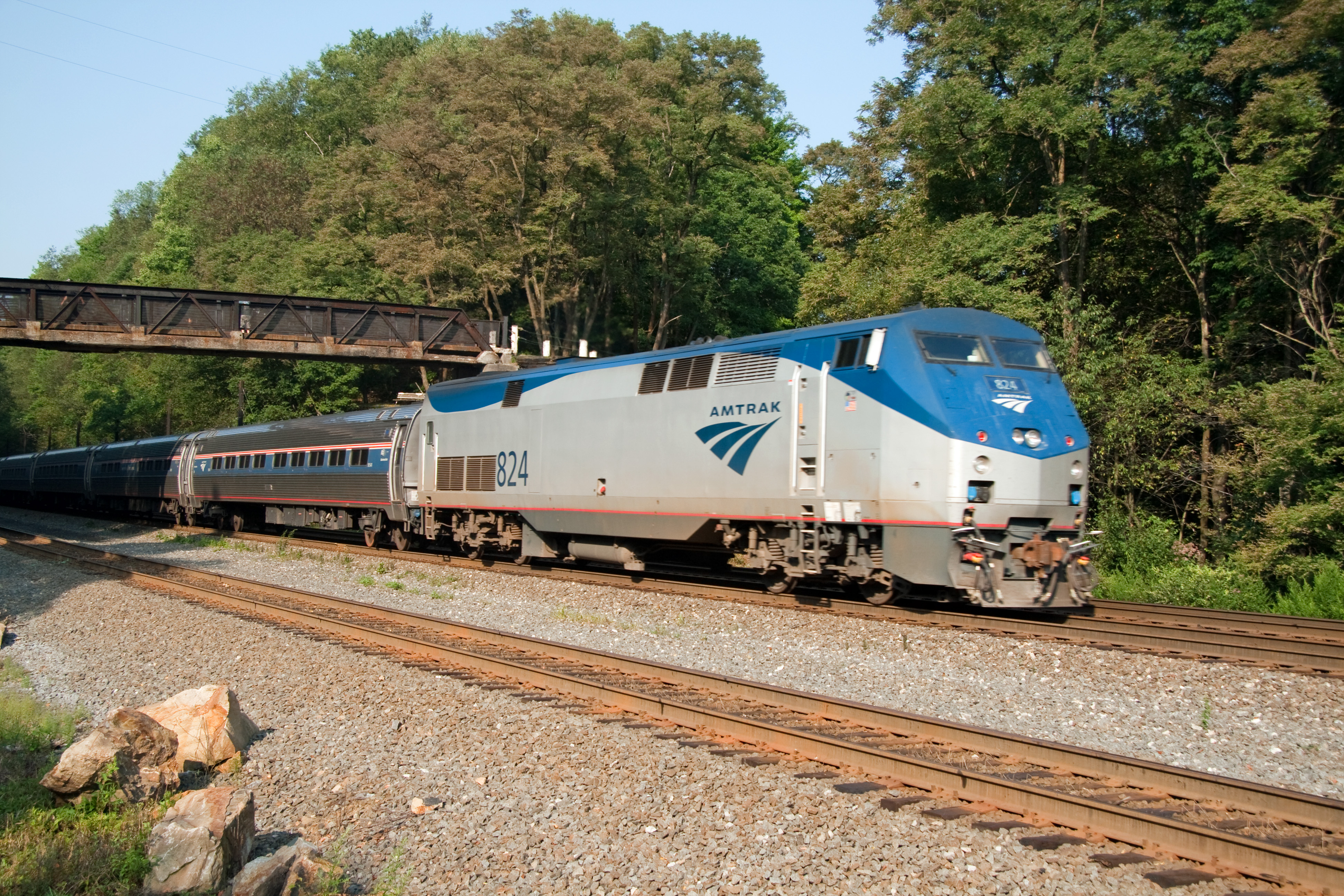
美鐵824號P40DC牽引賓夕法尼亞人號列車。該機車已經完成了升級並重新投入使用

隨著使用年數增長，P40DC型機車也逐步老化，性能相對新型P42DC已經落後。2007年，美鐵在出售二手P40DC給新澤西交通聽之前，對其進行了大修和升級，內容包括對柴油引擎的齒比進行調整，提升轉速，將輸出功率增加至P42DC的4,250 hp（3,170 kW），最大速度也提升至110 mph（177 km/h），並根據法規升級了車內號誌。但是其列車制動系統仍然沿用P40DC的機械式空氣制動，而P42DC和P32AC-DM則使用了電子式空氣制動。後2009年美鐵在解封大修封存的15台P40DC時，也按此進行升級。該批P40DC的機車銘牌也按要求更新，註明了大修進行時間和資金撥付的來源。目前升級後的P40DC主要用於美鐵汽火車（Auto Train）運行（維吉尼亞州洛頓至佛羅里達州桑福德的載汽車客運列車服務），偶爾在其他線路上也可見到。

### P32AC-DM

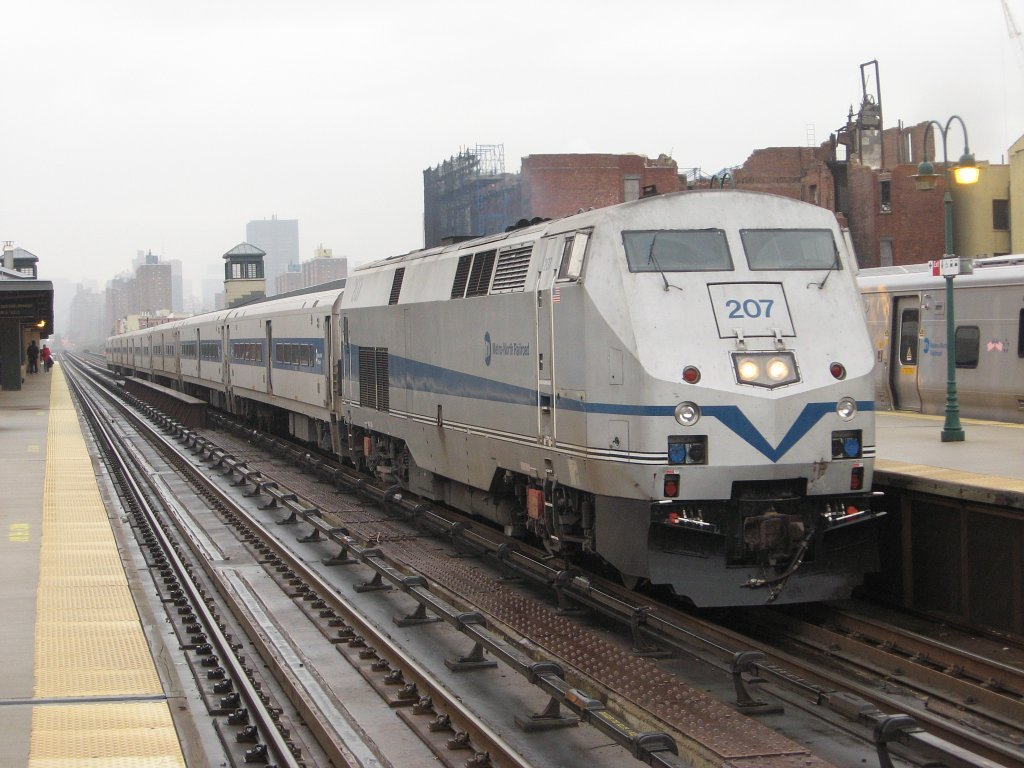
大都會北方鐵路的207號P32AC-DM機車 (2007年)

P32AC-DM雖然編號在前，但實際上是創世紀系列的第二型，又稱為創世紀II型（Genesis II），從1995年起生產了18台，用戶為美國國鐵和紐約大都會北方鐵路。該型相對P40DC有較大的變化。首先該車為雙動力源柴油機車，除柴油引擎外，亦可在使用直流750V第三軌供電的電化區段使用集電靴取電，關閉柴油引擎，以電力機車模式運行。其次，P32AC-DM採用了交流電動機驅動車輪，而非其他“創世紀”型使用的直流電動機。直流電通過逆變器轉換成交流電後驅動交流電動機。因此P32AC-DM的傳動方式為了交-直-交（內燃模式）或直-交（電力模式）。該車也是目前美國仍在使用的唯一兩型可使用第三軌直流供電的雙模式柴油機車之一（另一型為EMD DM30型）。此外新澤西運輸和加拿大蒙特利爾大都會交通局使用另一種雙模式機車：龐巴迪ALP45-DP，使用架空電纜交流供電。
P32AC-DM最大馬力為3,200匹馬力（2,390千瓦特），當使用機車供電時，最大馬力為2,900匹馬力（2,160千瓦特），最大速度仍為110 mph（177 km/h）。最大牽引力為275.8 kN（62,000 lbf）（啟動）和113.43 kN（25,500 lbf）（持續，速度為40 mph（64.4 km/h），此時輪上馬力為2,700匹馬力（2,010千瓦特）。

### P42DC

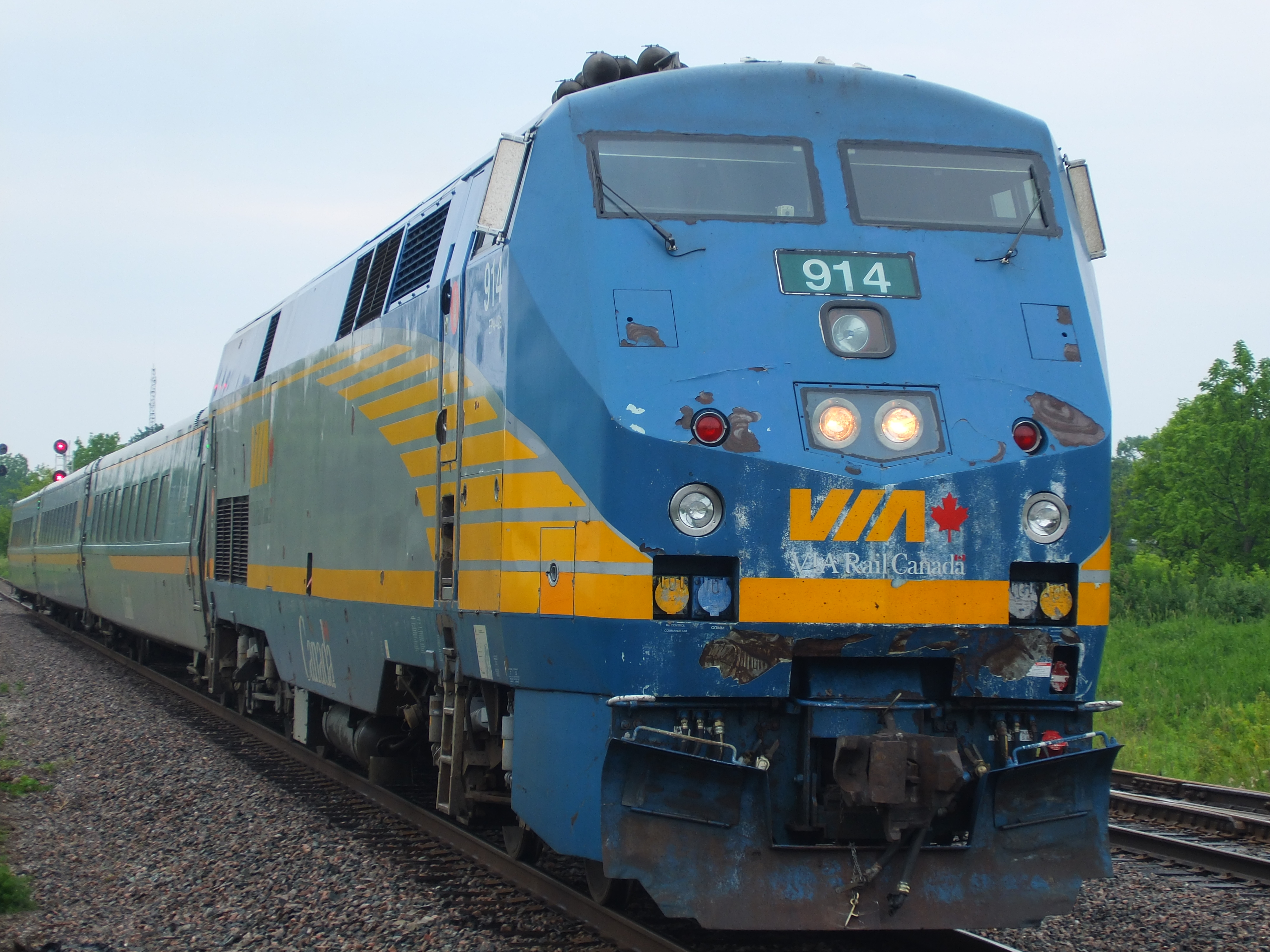
加拿大維亞鐵路914號P42DC

P42DC是P40DC的換代版本。1996年投入生產，又稱為創世紀III型（Genesis III）最大的不同是引擎最大功率提升到4,250匹馬力（3,170千瓦特）。當使用機車供電模式時，因轉速限制最大輸出功率為3,550匹馬力（2,650千瓦特）（此時機供插座輸出功率為零）。隨著機供的功率增加，輪上功率也逐漸降低。當機供電按最大功率800KW輸出時，列車的的輸出功率為2,525匹馬力（1,880千瓦特）。最大速度為110 mph（177 km/h），最大牽引力為280.25 kN（63,000 lbf）（啟動）和169 kN（38,000 lbf）（持續，速度為38 mph（61.2 km/h），此時輪上馬力為3,850匹馬力（2,870千瓦特）。
P42DC主要運用在美鐵東北走廊線以外的長途路線運行，以及一些快速路線（運行速度大於79 mph（127 km/h））的本務機車。2001年，加拿大維亞鐵路購進P42DC替換老舊的LRC列車用於魁北克-溫莎走廊的客運列車，運行速度可達110 mph（177 km/h）。

## 圖輯

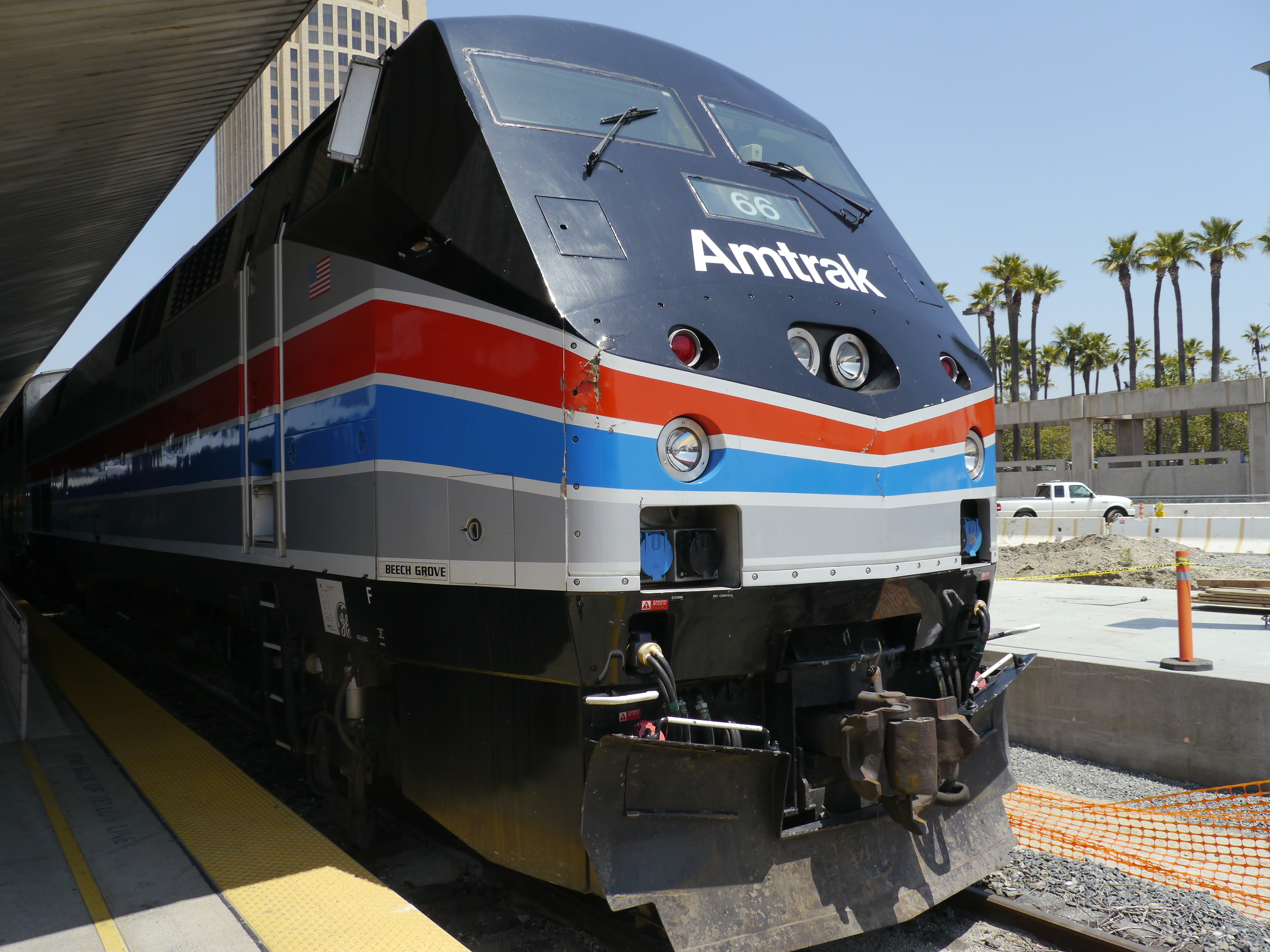
塗上紀念塗裝的美鐵編號66號 P42DC 柴電機車
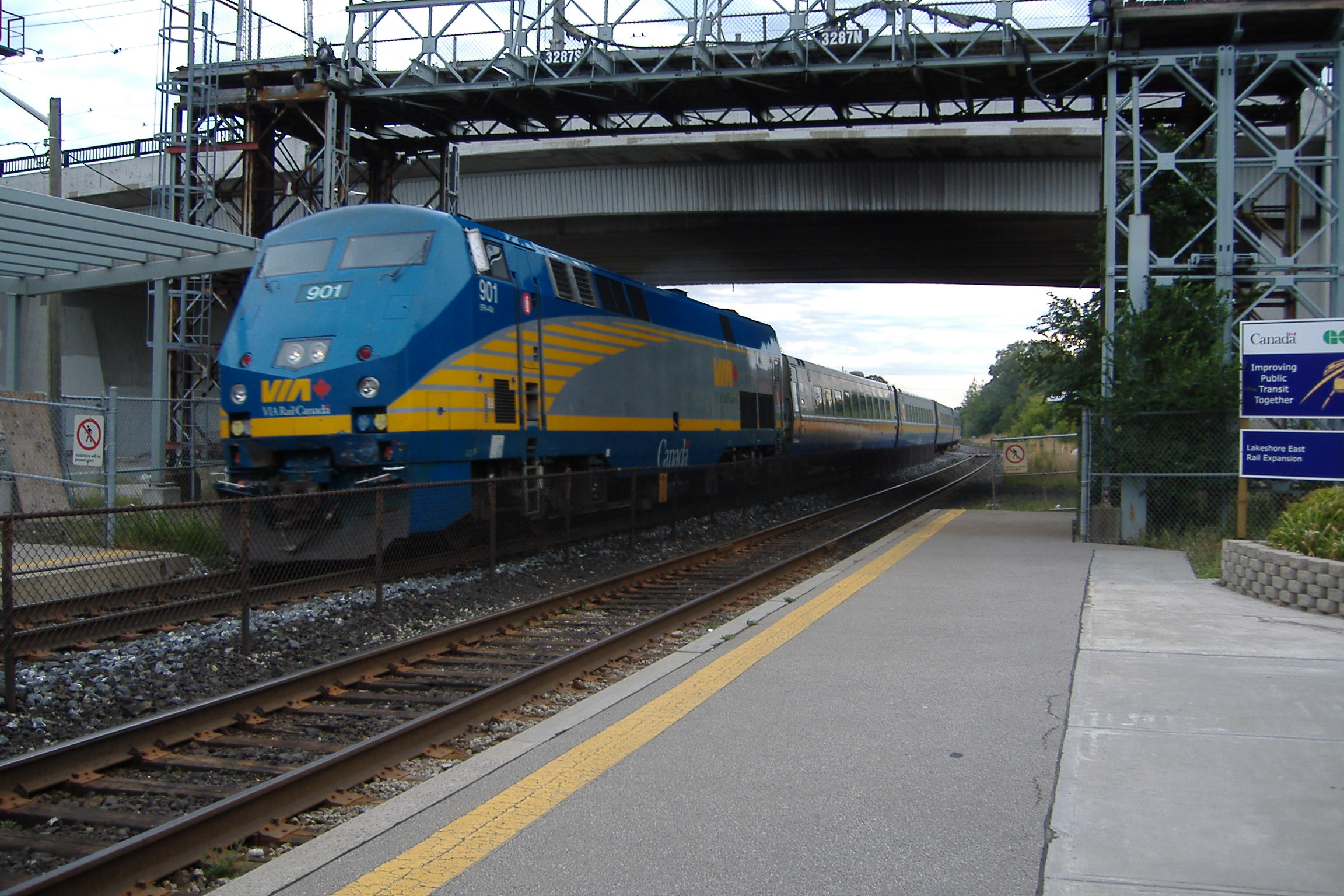
加拿大維亞鐵路公司編號901號的P42DC柴電機車離開多倫多，開往蒙特利尔